# Neale Fraser
Neale Andrew Fraser (3. října 1933 Melbourne – 2. prosince 2024) byl australský tenista.
Získal kariérní Grand Slam ve čtyřhře: vyhrál Australian Open 1957, 1958 a 1962, Wimbledon 1959 a 1961, US Open 1957, 1959 a 1960 a French Open 1958, 1960 a 1962. Ve smíšené čtyřhře vyhrál Australian Open 1956, Wimbledon 1962 a US Open 1958, 1959 a 1960. Ve dvouhře vyhrál Wimbledon 1960 a US Open 1959 a 1960. Celkem dosáhl ve své kariéře 37 turnajových vítězství. Třikrát byl finalistou Australian Open (1957, 1959 a 1960). V letech 1959 a 1960 byl amatérskou světovou jedničkou.
V Davis Cupu vyhrál osmnáct zápasů a tři prohrál, v letech 1959, 1960, 1961 a 1962 získal trofej pro vítěze. V letech 1970 až 1994 byl nehrajícím kapitánem australského daviscupového mužstva a byl u dalších čtyř vítězství (1973, 1977, 1983 a 1986).
V roce 1984 se stal členem Mezinárodní tenisové síně slávy. V roce 1988 převzal Řád Austrálie a v roce 2008 Philippe Chatrier Award.
Jeho otec Archibald Fraser byl soudcem a ministrem státu Victoria.